# NGC 3066
NGC 3066 est une galaxie spirale intermédiaire (ou barrée ?) située dans la constellation de la Grande Ourse. NGC 3066 a été découverte par l'astronome germano-britannique William Herschel en 1785.

## Caractéristiques
La classe de luminosité de NGC 3066 est II-III et elle présente une large raie HI.

### Distance
Sa vitesse par rapport au fond diffus cosmologique est de 2 168 ± 7 km/s, ce qui correspond à une distance de Hubble de 32,0 ± 2,2 Mpc (∼104 millions d'al).
À ce jour, cinq mesures non basées sur le décalage vers le rouge (redshift) donnent une distance de 28,900 ± 6,459 Mpc (∼94,3 millions d'al), ce qui est à l'intérieur de la distance de Hubble.

### Émission de radiation ultraviolette
NGC 3066 est une galaxie à sursaut de formation d'étoiles. NGC 3066 est une galaxie dont le noyau brille dans le domaine de l'ultraviolet. Elle est inscrite dans le catalogue de Markarian sous la cote Mrk 133 (MK 133).